# Mamutonis
Els mamutonis (sard: mamuthones) són personatges tradicionals de la festa de carnestoltes de Mamoiada, a Sardenya. Representen figures infernals que desfilen pels carrers, al costat dels Issohadores, el 17 de gener per a la festa dedicada a Sant Antoni Abad i, immediatament després del diumenge i dimarts de carnestoltes.

## Origen
La paraula Mamuthones prové del grec "Maimon" que significa" qui anhela, que vol ser posseït pel déu" (en l'actual llengua sarda el terme significa 'boig' o 'bo per a res').
L'origen exacte de la festa dels mamutonos', coneguda també com «Il ballo dei Mamuthones», encara avui segueix sent un misteri. Hi ha diverses hipòtesis, però cap pot ser demostrada en realitat.
Alguns estudis han proposat que la cerimònia es remunta a la cultura dels nurags a Sardenya, com a símbol de veneració cap a certs animals, per protegir-se dels esperits del mal o per propiciar la collita. Existeixen, a més, altres hipòtesis sobre aquest tema. Una d'elles celebra la victòria dels pastors de Barbagia sobre els invasors sarraïns; una altra explica una cerimònia totèmica en la qual s'amansa el bou, animal representatiu de la cultura nuràgica. Finalment, es conjectura sobre una processó ritual que els nurags celebraven en homenatge a qualsevol divinitat, agrícola o pastoral.
Del punt de vista antropològic es concep que el carnaval de Mamoiada està lligat als cicles de la mort i el renaixement de la natura en una societat rural fonamentada en el mode de vida pastoral.

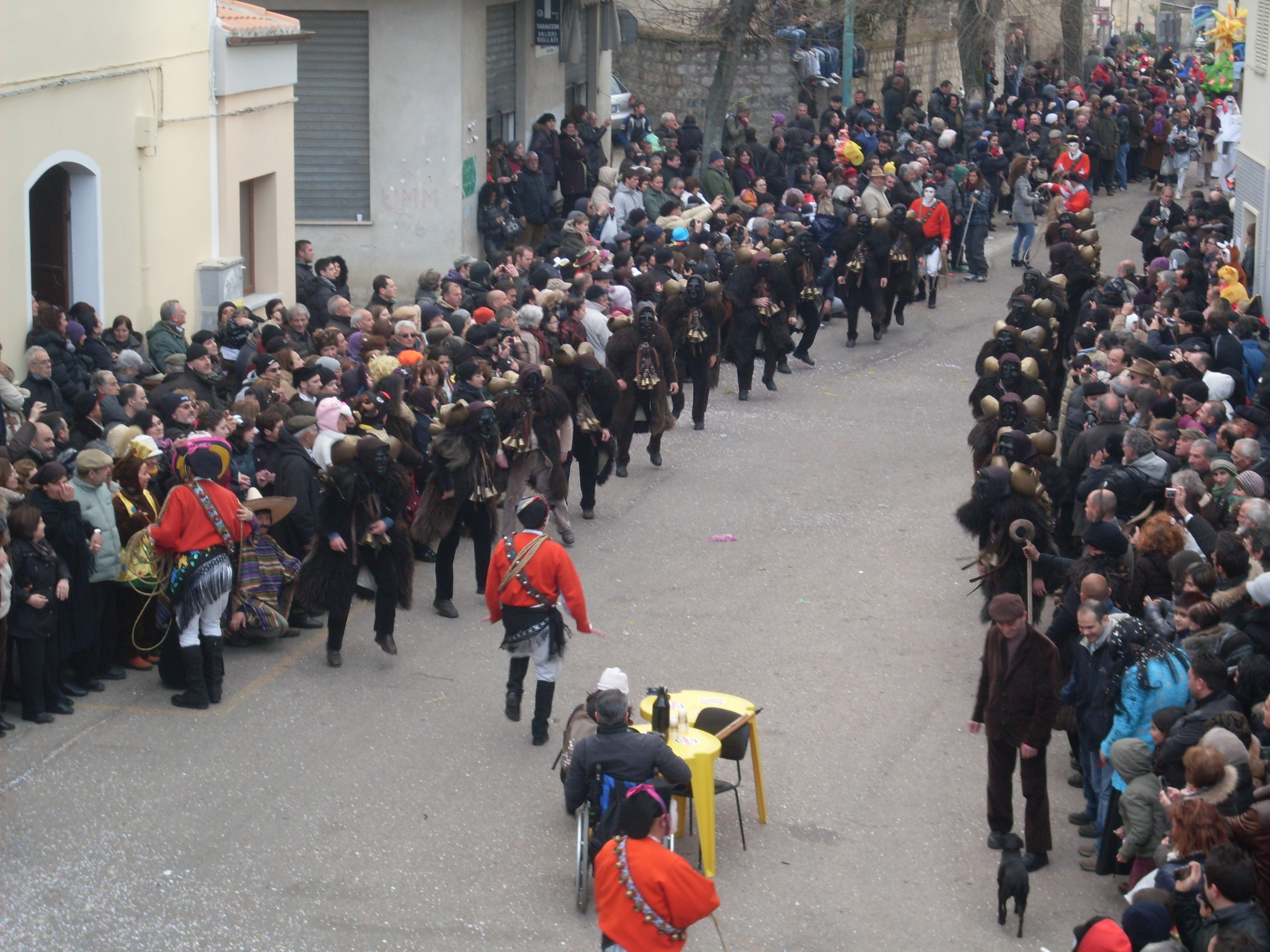

## Les màscares
La màscara dels mamutonis (visera) és negra i de fusta, es lliga mitjançant petites corretges de cuir i es completa cobrint el cap amb un mocador de dona. Els mamutonis porten pells d'ovella negra (mastruca), mentre carreguen a l'esquena esquellots (carriga) de diferents grandàries. Per contra, el issohadores, són els guardians dels mamutonis, porten una màscara blanca i un capell anomenat berritta, un cos vermell (curittu), camisa i pantalons blancs, botons d'or, una canana de campanetes de bronze (sonajolos), un petit xal, polaines de llana típica sarda (cartzas), botes de cuir (‘usinzu) i finalment la so’a (una mena de corda de la qual prové el mot issohadores). Les màscares es produeixen amb diferents tipus de fusta ennegrida. S'utilitza fusta de figuera, vern i om, tot i que també se'n poden fer amb fusta de castanyer o de noguer, mentre que antigament es produïen amb perera silvestre.

## El Carnestoltes de Mamoiada
És la festivitat més antiga del folklore de Sardenya. Se celebra a Mamoiada, un poble al centre de Barbagia. Consisteix en una desfilada que comença a la tarda i acaba a la nit. Es desenvolupa pels carrers majors del poble, mentre que el públic està al costat, en les voreres. El comportament dels mamutonis i dels issohadores no s'assembla tant a un carnaval alegre com una processó solemne, gairebe una cerimònia de caràcter religiós. El pas rítmic per avançar i sacsejar els esquellots recorda una dansa, "una processó ballada", tal com la va definir l'etnòleg Raffaello Marchi, que va ser el primer, als anys 40, a observar de prop i descriure aquest esdeveniment.
Una cerimònia molt important del Carnestoltes és la Presa d'Hàbit dels mamutonis, realitzada per dues persones. Després, desfilen en grups de dotze, que representen els mesos de l'any, guiats pels issohadores, que desfilen en grups de vuit, i executen un ball complex. Els mamutonis desfilen lents fent sonar els esquellots, mentre els Issohadores llencen els llaços per agafar a la gent al carrer. Si un issohadore agafa un dels assistents, aquest ha de donar-li una mica de beure o de menjar, però a canvi li donarà bona sort. Aquest Carnestoltes, amb petites variacions, s'ha difós en altres pobles de Sardenya.

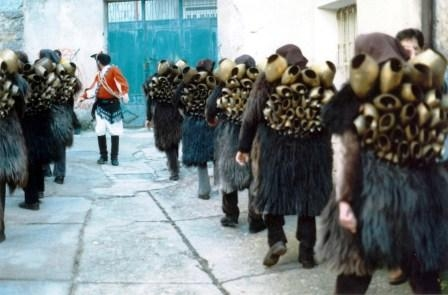

### Com es compon la desfilada
La processó comença amb dues files paral·leles de sis mamutonis cadascuna. Amb ritmes lents aquests fan sonar els esquellots sacsejant les seves esquenes. El cap issohadore ordena als mamutonis com s'han de moure durant la marxa. Altres issohadores, de manera més àgil, per donar bona sort (bona salut i fertilitat) llancen la corda i capturen a les dones joves.
De norma el grup està compost per 12 mamutonis i 8 Issohadores. Aquests desfilen segons aquest ordre:
● = Mamuthone
○ = Issohadore
```
○ ○
○ ● ● ● ● ● ● ○
```

```
o ● ● ● ● ● ● ○
○ ○
```

Els mamutonis desfilen seguint un ordre precís, o sigui per dues files paral·leles, mentre que els issohadores, que són molt mòbils, es disposen en primera posició, als dos costats i en la part posterior de les dues fileres. El cap issohadore es posa al centre, de manera que els mamutonis puguin veure bé els seus moviments. El grup continua movent-se, lent i majestuós, per sugestionar a les persones, gairebé com una hipnosi.

### Com es mouen

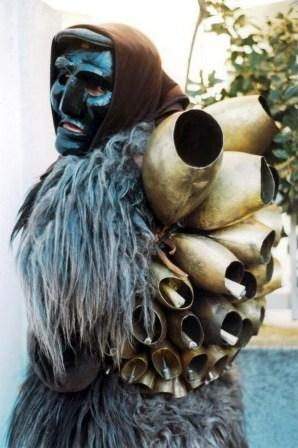
Primer plànol d'un mamuthone

Els mamutonis es mouen per petites passes a través de saltirons repetits. Durant aquests moviments, a causa dels abillaments (pell de llana bruta, visera i els esquellots que han de ser sacsejats), tenen moltíssima dificultat a l'hora d'executar-los. Durant la marxa donen cops d'esquena, tots junts. Roden també el cos una vegada a la dreta i una altra a l'esquerra. Aquest moviment està realitzat en dos temps i produeix un baluern fortíssim d'esquellots; de tant en tant el cap issohadore fa executar al mateix temps tres salts sobre si mateixos. Els issohadores es mouen àgilment, i ocasionalment llancen sa so’a (la corda) i acosten cap a ells a la persona caçada en la multitud, en general una dona jove, com a bon auguri per a l'escollida (bona salut i fertilitat). L'habilitat dels issohadores consisteix en ser capaços de “capturar” a llarga distància (12-13 metres) a les persones. La corda està especialment dissenyada per no ferir, per tant es fa teixida de vímet. A diferència de les cordes de pell utilitzades per als animals, sa so'a és més lleu, això fa que sigui difícil llançar-la; pel que normalment s'humiteja abans de la desfilada. Durant els exercicis els Issohadores intercanvien algunes paraules amb les persones, al contrari dels mamutonis que romanen en silenci en tot el camí.

## Les influències
Màscares amb aquestes formes i noms similars a les dels mamutonis estan difoses també fora de Mamoiada, en concret en la majoria dels pobles de Barbagia, i als pobles de Ogliastra hi ha festes on desfilen màscares semblants. En funció del poble, aquestes màscares poden anomenar-se Mamutzones, com a Samugheo, su Maimulu o Maimones. Es poden trobar disfresses representatives similars en altres parts d'Europa, des de la mar Egea fins a la península ibèrica; des dels Alps fins als Balcans i Escandinàvia; en particular en zones muntanyenques o de peu de muntanya, testificant-se ja en la Baixa Edat mitjana, la qual cosa implica que aquestes tradicions es van arrelar ja en èpoques i contextos precristians.